# أرنولد إس. كابلين
أرنولد إس. كابلين (بالإنجليزية: Arnold S. Caplin)‏ هو ملحن ومنتج أسطوانات أمريكي، ولد في 8 مايو 1929، وتوفي في 25 ديسمبر 2009.

## وصلات خارجية
- أرنولد إس. كابلين على موقع ميوزك برينز (الإنجليزية)
- أرنولد إس. كابلين على موقع ديسكوغز (الإنجليزية)